# Comic Con Experience
Comic Con Experience (ook bekend als CCXP) is een Braziliaans entertainmentfestival met stripboeken, televisieseries, films, videogames en literatuur.
De eerste editie vond plaats in december 2014 in São Paulo en werd georganiseerd door de website Omelete,verzamelwinkel Piziitoys en het bureau van kunstenaars Chiaroscuro. Het werd bezocht door naar schatting 100.000 mensen en er waren 80 bedrijven bij betrokken. Gastartiesten waren Jason Momoa van Game of Thrones en Sean Astin van The Goonies and Lord of the Rings